# 해성초등학교
해성초등학교는 대한민국 전북특별자치도 군산시 산북동에 있는 공립 초등학교이다.

## 학교 연혁
- 1994.03.01.오식도분교장 편입
- 1993.07.16.학교신문 ‘열대자’ 창간호 발간
- 1989.03.01.제6대 김봉갑 교장 부임
- 1996.03.01 해성초등학교로 명칭 변경
- 1989.03.01 행정구역 개편으로 군산교육청 관할로 편입
- 1988.03.01 제5대 라도정 교장 부임
- 1984.03.01 병설유치원 개원
- 1986.03.01 제4대 리윤석 교장 부임
- 1988.03.01 내초국민학교 분교로 편입
- 1981.10.01 제3대 박 길 교장 부임
- 1979.03.01 제2대 오정숙 교장 부임
- 1975.02.15 제1회 졸업식 (계57명)
- 1973.03.01 제1대 박영원 교장 부임
- 1973.03.01 해성국민학교로 독립(5학급)
- 1970.03.01 문창국민학교 해성분교장으로 설립인가

## 참고 자료
- 해성초등학교 - 한국교육학술정보원 학교알리미